# Brent Regner
Brent Regner, född 17 maj 1989, är en kanadensisk professionell ishockeyspelare som är kontrakterad till NHL-organisationen Florida Panthers och spelar för deras primära samarbetspartner Portland Pirates i American Hockey League (AHL). Han har tidigare spelat på lägre nivåer för Syracuse Crunch, Springfield Falcons, Peoria Rivermen och Chicago Wolves i AHL, Evansville Icemen i ECHL och Vancouver Giants i Western Hockey League (WHL).
Regner draftades i femte rundan i 2008 års draft av Columbus Blue Jackets som 137:e spelare totalt.

## Statistik
| 2003–2004   | Fort Saskatchewan Rangers | AMBHL       | 39  | 7  | 21  | 28  | 41  | —  | — | —  | —  | —  |
| 2004–2005   | Fort Saskatchewan Rangers | AMHL        | 36  | 2  | 13  | 15  | 24  | —  | — | —  | —  | —  |
| 2005–2006   | Fort Saskatchewan Rangers | AMHL        | 36  | 9  | 25  | 34  | 30  | 14 | 1 | 7  | 8  | 0  |
|             | Fort Saskatchewan Traders | AJHL        | 5   | 0  | 0   | 0   | 2   | —  | — | —  | —  | —  |
|             | Vancouver Giants          | WHL         | 1   | 0  | 0   | 0   | 0   | —  | — | —  | —  | —  |
| 2006–2007   | Vancouver Giants          | WHL         | 64  | 1  | 5   | 6   | 19  | 22 | 0 | 6  | 6  | 10 |
| 2007–2008   | Vancouver Giants          | WHL         | 72  | 8  | 39  | 47  | 45  | 22 | 0 | 10 | 10 | 10 |
| 2008–2009   | Vancouver Giants          | WHL         | 70  | 15 | 52  | 67  | 42  | 17 | 2 | 11 | 13 | 6  |
| 2009–2010   | Syracuse Crunch           | AHL         | 50  | 4  | 16  | 20  | 22  | —  | — | —  | —  | —  |
| 2010–2011   | Springfield Falcons       | AHL         | 56  | 6  | 13  | 19  | 17  | —  | — | —  | —  | —  |
| 2011–2012   | Springfield Falcons       | AHL         | 75  | 2  | 29  | 31  | 26  | —  | — | —  | —  | —  |
| 2012–2013   | Peoria Rivermen           | AHL         | 66  | 3  | 15  | 18  | 22  | —  | — | —  | —  | —  |
|             | Evansville Icemen         | ECHL        | 2   | 1  | 0   | 1   | 0   | —  | — | —  | —  | —  |
|             | Chicago Wolves            | AHL         | 7   | 0  | 1   | 1   | 7   | —  | — | —  | —  | —  |
| 2013–2014   | Chicago Wolves            | AHL         | 63  | 3  | 21  | 24  | 36  | 9  | 2 | 4  | 6  | 6  |
| 2014–2015   | Chicago Wolves            | AHL         | 71  | 6  | 23  | 29  | 29  | 3  | 1 | 1  | 2  | 0  |
| 2015–2016   | Florida Panthers          | NHL         | 2   | 0  | 0   | 0   | 0   | —  | — | —  | —  | —  |
|             | Portland Pirates          | AHL         | 43  | 2  | 10  | 12  | 22  | —  | — | —  | —  | —  |
| NHL totalt  | NHL totalt                | NHL totalt  | 2   | 0  | 0   | 0   | 0   | —  | — | —  | —  | —  |
| AHL totalt  | AHL totalt                | AHL totalt  | 431 | 26 | 128 | 154 | 181 | 12 | 3 | 5  | 8  | 6  |
| ECHL totalt | ECHL totalt               | ECHL totalt | 2   | 1  | 0   | 1   | 0   | —  | — | —  | —  | —  |
| WHL totalt  | WHL totalt                | WHL totalt  | 207 | 24 | 96  | 120 | 106 | 61 | 2 | 27 | 29 | 26 |